# Jürgen Ecke
Jürgen Ecke (* 1957 in Berlin) ist ein deutscher Filmkomponist und Musiker.

## Leben
Jürgen Ecke studierte an der Hochschule für Musik Franz Liszt Weimar. In den 1970er-Jahren begann er als Schlagerkomponist. Er komponiert seit Ende der 1970er-Jahre für Film und Fernsehen der DDR sowie für Hörspiele des Rundfunks. 1986 veröffentlichte er das Album "Sound-Synthese" in der Plattenreihe "Electronics" auf dem Label Amiga.
Seit der Deutschen Wiedervereinigung komponiert er für Film- und Fernsehproduktionen aus dem gesamten Bundesgebiet. Darunter für Reihen wie Stubbe – Von Fall zu Fall und diverse Fernsehfilme.

## Filmografie (Auswahl)
- 1980: Max und siebeneinhalb Jungen
- 1983: Mein Vater in der Tinte
- 1983: Einer vom Rummel
- 1984: Eine sonderbare Liebe
- 1984: Der Schimmelreiter
- 1984: Paulines zweites Leben
- 1986: Weihnachtsgeschichten
- 1987: Polizeiruf 110 – Abschiedslied für Linda
- 1989: Immensee
- 1990: Die Übergangsgesellschaft
- 1995: Der Blinde
- 1995–2012: Stubbe – Von Fall zu Fall (Fernsehreihe, 35 Folgen)
- 1996: Das Karussell des Todes
- 1996: Du bist nicht allein – Die Roy Black Story
- 1996: Die Katze von Kensington
- 1996: Der Venusmörder
- 2000: Falling Rocks
- 2003: Zwei Tage Hoffnung
- 2004: Der Tanz mit dem Teufel
- 2005: Das Duo – Blutiges Geld
- 2006: Blackout – Die Erinnerung ist tödlich
- 2008: Das Geheimnis im Wald
- 2009: Rosamunde Pilcher: Herzenssehnsucht
- 2010: Kongo
- 2011: Der Chinese
- 2011: Hopfensommer
- 2012: Das Duo – Der tote Mann und das Meer
- 2014: Die Fremde und das Dorf
- 2016: Ein Geheimnis im Dorf – Schwester und Bruder
- 2017: Treibjagd im Dorf
- 2020: Das Tal der Mörder

## Hörspiele (Auswahl)
- 1981: Brüder Grimm: Das Eselein – Regie: Norbert Speer (Kinderhörspiel – Rundfunk der DDR)
- 1981: Theodor Storm: Das Puppenspiel – Regie: Norbert Speer (Kinderhörspiel – Rundfunk der DDR)
- 1982: Charles Dickens: Die Zaubergräte – Regie: Norbert Speer (Kinderhörspiel – Rundfunk der DDR)
- 1984: Johann Karl August Musäus: Der Berggeist und das Mädchen – Regie: Horst Liepach (Kinderhörspiel – Rundfunk der DDR)
- 1985: Deutsche Sage: Der Rattenfänger von Hameln – Regie: Norbert Speer (Kinderhörspiel – Rundfunk der DDR)
- 1985: Brüder Grimm: Hans im Glück – Regie: Norbert Speer (Kinderhörspiel – Litera)
- 1986: William Shakespeare: Ein Sommernachtstraum – Regie: Norbert Speer (Kinderhörspiel – Rundfunk der DDR)
- 1987: Brüder Grimm: Brüderchen und Schwesterchen/Schneeweißchen und Rosenrot – Regie: Maritta Hübner (Kinderhörspiel – Litera)
- 1988: Brüder Grimm: Von dem Machandelboom – Regie: Barbara Plensat (Mundarthörspiel – Rundfunk der DDR)
- 1991: Antoine de Saint-Exupéry: Der kleine Prinz (2 Teile) – Regie: Horst Liepach (Kinderhörspiel – Rundfunk der DDR)